# Guerchais Roche T.35
Die Guerchais Roche T.35 war ein französisches Reiseflugzeug. Es flog im September 1944 zum ersten Mal. Nach dem Krieg wurden 15 Maschinen in verschiedenen Varianten gebaut, welche sich vor allem in der Motorisierung unterschieden.

## Varianten
Das Flugzeug wurde in verschiedenen Varianten gebaut, die spätere Dreisitzer-Version wurde T.39 genannt.
Sie verfügten über verschiedene Motoren:
- Guerchais Roche T.35 Renault 4 Pei mit 140 PS (zwei gebaut)[1]
- Guerchais Roche T.35/I Renault 4 Pei mit 100 PS (eine gebaut)
- Guerchais Roche T.35/II Renault 4 P-03 mit 140 PS (sechs gebaut)
- Guerchais Roche T.35/III Regnier 4 L-00 4 P-03 mit 135 PS (eine gebaut)
- Guerchais Roche T.39 Mathis G 7R Sternmotor mit 145 PS (zwei gebaut)
- Guerchais Roche T.39/II Salmson 9 ND Sternmotor mit 175 PS (zwei gebaut)
- Guerchais Roche T.55 Walter Minor 6-III mit 160 PS (eine gebaut)

## Technische Daten
| Kenngröße             | Daten                     |
| --------------------- | ------------------------- |
| Spannweite            | 9,30 m                    |
| Länge                 | 7,24 m                    |
| Leermasse             | 539 kg                    |
| max. Startmasse       | 847 kg                    |
| Höchstgeschwindigkeit | 240 km/h (auf Meereshöhe) |
| Reisegeschwindigkeit  | 216 km/h                  |
| Reichweite            | 805 km                    |
| Motorleistung         | 100 PS (74 kW)            |